# Pál Bakó
Pál Bakó (Budapest, 8 giugno 1946) è un ex pentatleta ungherese.

## Palmarès
In carriera ha conseguito i seguenti risultati:
- Giochi olimpici:

Monaco 1972: argento nel pentathlon moderno a squadre.
- Mondiali:

Budapest 1969: argento nel pentathlon moderno individuale.
Warendorf 1970: oro nel pentathlon moderno a squadre.
San Antonio 1977: bronzo nel pentathlon moderno a squadre.